# Josecarlos Van Rankin
Josecarlos Van Rankin Galland (ur. 14 maja 1993 w mieście Meksyk) – meksykański piłkarz pochodzenia holenderskiego występujący na pozycji prawego obrońcy, reprezentant Meksyku.
Jego wuj Jorge Van Rankin jest popularnym w Meksyku prezenterem telewizyjnym.

## Kariera klubowa
Van Rankin pochodzi ze stołecznego miasta Meksyk i jest wychowankiem akademii juniorskiej tamtejszego klubu Pumas UNAM, do której zaczął uczęszczać na treningi w wieku dziesięciu lat. Do pierwszej drużyny został włączony jako osiemnastolatek przez szkoleniowca Guillermo Vázqueza i w meksykańskiej Primera División zadebiutował 18 marca 2012 w przegranym 1:2 meczu z Américą. Początkowo występował jednak w drugoligowych rezerwach – Pumas Morelos i podstawowym piłkarzem Pumas został dopiero w marcu 2013 za kadencji trenera Antonio Torresa Servína, zaś premierowego gola w najwyższej klasie rozgrywkowej strzelił 12 kwietnia 2014 w zremisowanej 1:1 konfrontacji z Veracruz. W jesiennym sezonie Apertura 2015, jako jeden z ważniejszych graczy defensywy, zdobył ze swoją ekipą wicemistrzostwo Meksyku.

## Kariera reprezentacyjna
W lutym 2013 Van Rankin został powołany przez szkoleniowca Sergio Almaguera do reprezentacji Meksyku U-20 na Mistrzostwa Ameryki Północnej U-20. Na meksykańskich boiskach pełnił rolę podstawowego piłkarza swojej drużyny, rozgrywając wszystkie pięć spotkań w wyjściowym składzie, natomiast jego kadra narodowa, pełniąca wówczas rolę gospodarzy, triumfowała ostatecznie w tych rozgrywkach, pokonując w finale po dogrywce USA (3:1). Cztery miesiące później wziął udział w prestiżowym towarzyskim Turnieju w Tulonie, gdzie wystąpił w jednym z czterech możliwych meczów, a jego zespół zajął trzecie miejsce w grupie, nie kwalifikując się do dalszych gier. W czerwcu znalazł się również w składzie na Mistrzostwa Świata U-20 w Turcji – tak także miał pewne miejsce w pierwszej jedenastce i rozegrał wszystkie cztery spotkania (trzy w pierwszym składzie), zaś Meksykanie odpadli wówczas z młodzieżowego mundialu w 1/8 finału, przegrywając w nim z Hiszpanią (1:2).
W maju 2014 Van Rankin znalazł się w ogłoszonej przez trenera Raúla Gutiérreza kadrze reprezentacji Meksyku U-23 na swój kolejny Turniej w Tulonie. Tam był kluczowym punktem defensywy swojego zespołu i rozegrał trzy z czterech możliwych spotkań (wszystkie w pierwszej jedenastce), jednak jego drużyna, podobnie jak przed rokiem, odpadła z turnieju w fazie grupowej, zajmując w niej trzecią lokatę. Dokładnie rok później po raz trzeci z rzędu został powołany na Turniej w Tulonie, gdzie identycznie jak rok wcześniej zanotował trzy występy w wyjściowej jedenastce, zaś Meksykanie zajęli trzecie miejsce w grupie. W lipcu wziął udział w Igrzyskach Panamerykańskich w Toronto, podczas których pełnił rolę kluczowego zawodnika zespołu, rozgrywając wszystkie pięć meczów w wyjściowym składzie. Jego zespół dotarł ostatecznie do finału, w którym przegrał z Urugwajem (0:1) i tym samym zdobył srebrny medal igrzysk. W tym samym roku został powołany na północnoamerykański turniej kwalifikacyjny do Igrzysk Olimpijskich 2016. Wystąpił wówczas w trzech z pięciu meczów (we wszystkich od pierwszej minuty), triumfując z Meksykiem w eliminacjach po pokonaniu w finale Hondurasu (2:0).

## Statystyki kariery
| UNAM          | 2011–2012 | Meksyk | Liga MX    | 1   | 0 | —  | — | —        | — | — | 1   | 0 |
| Pumas Morelos | 2012–2013 | Meksyk | Ascenso MX | 10  | 0 | 4  | 0 | —        | — | — | 14  | 0 |
| UNAM          | 2012–2013 | Meksyk | Liga MX    | 9   | 0 | 1  | 0 | —        | — | — | 10  | 0 |
| UNAM          | 2013–2014 | Meksyk | Liga MX    | 26  | 2 | 8  | 1 | —        | — | — | 34  | 3 |
| UNAM          | 2014–2015 | Meksyk | Liga MX    | 34  | 1 | 4  | 0 | —        | — | — | 38  | 1 |
| UNAM          | 2015–2016 | Meksyk | Liga MX    | 21  | 0 | 1  | 0 | CL       | 4 | 0 | 26  | 0 |
| UNAM          | 2016–2017 | Meksyk | Liga MX    | 0   | 0 | —  | — | LMC      | 0 | 0 | 0   | 0 |
| Ogółem        | Ogółem    | Ogółem | Ogółem     | 101 | 3 | 18 | 1 | CL + LMC | 4 | 0 | 123 | 4 |

Legenda:
- CL – Copa Libertadores
- LMC – Liga Mistrzów CONCACAF